# جيليان جاكوبس
جيليان جاكوبس (بالإنجليزية: Gillian Jacobs)(ولدت 19 أكتوبر 1982)هي ممثلة سينما ومسرح أمريكية.

## حياتها
ولدت جيليان جاكوبس في بيتسبرغ بنسلفانيا. جليان من أصول أيرلندية فرنسية.

## الأعمال
- ذا بوكس
- بيرت وندرستون المذهل
- فرينج
- مجتمع
- الوحوش ضد الغرباء
- أميريكان داد!
- حُب

## وصلات خارجية
- جيليان جاكوبس على موقع IMDb (الإنجليزية)
- جيليان جاكوبس على موقع روتن توميتوز (الإنجليزية)
- جيليان جاكوبس على موقع ألو سيني (الفرنسية)
- جيليان جاكوبس على موقع ميوزك برينز (الإنجليزية)
- جيليان جاكوبس على موقع تيرنر كلاسيك موفيز (الإنجليزية)
- جيليان جاكوبس على موقع أول موفي (الإنجليزية)
- جيليان جاكوبس على موقع قاعدة بيانات الأفلام السويدية (السويدية)
- جيليان جاكوبس على موقع إن إن دي بي (الإنجليزية)
- جيليان جاكوبس على موقع قاعدة بيانات الفيلم (الإنجليزية)
- جيليان جاكوبس على موقع كينوبويسك (الروسية)